# Pretalsattel
Der Pretalsattel ist ein 1069 m ü. A. hoher Alpenpass in der Obersteiermark südlich der Hohen Veitsch (1981 m). Der Pass stellt die Verbindung zwischen den Orten Veitsch im Osten und Turnau im Westen her, von Süden nach Norden verläuft der steirische Mariazellerweg über den Pretalsattel.
Der Pass wird im Volksmund, da sich auf der Passhöhe ein Bildstock mit dem hl. Vitus „St. Veit“ befindet, auch „Veitel“ genannt.

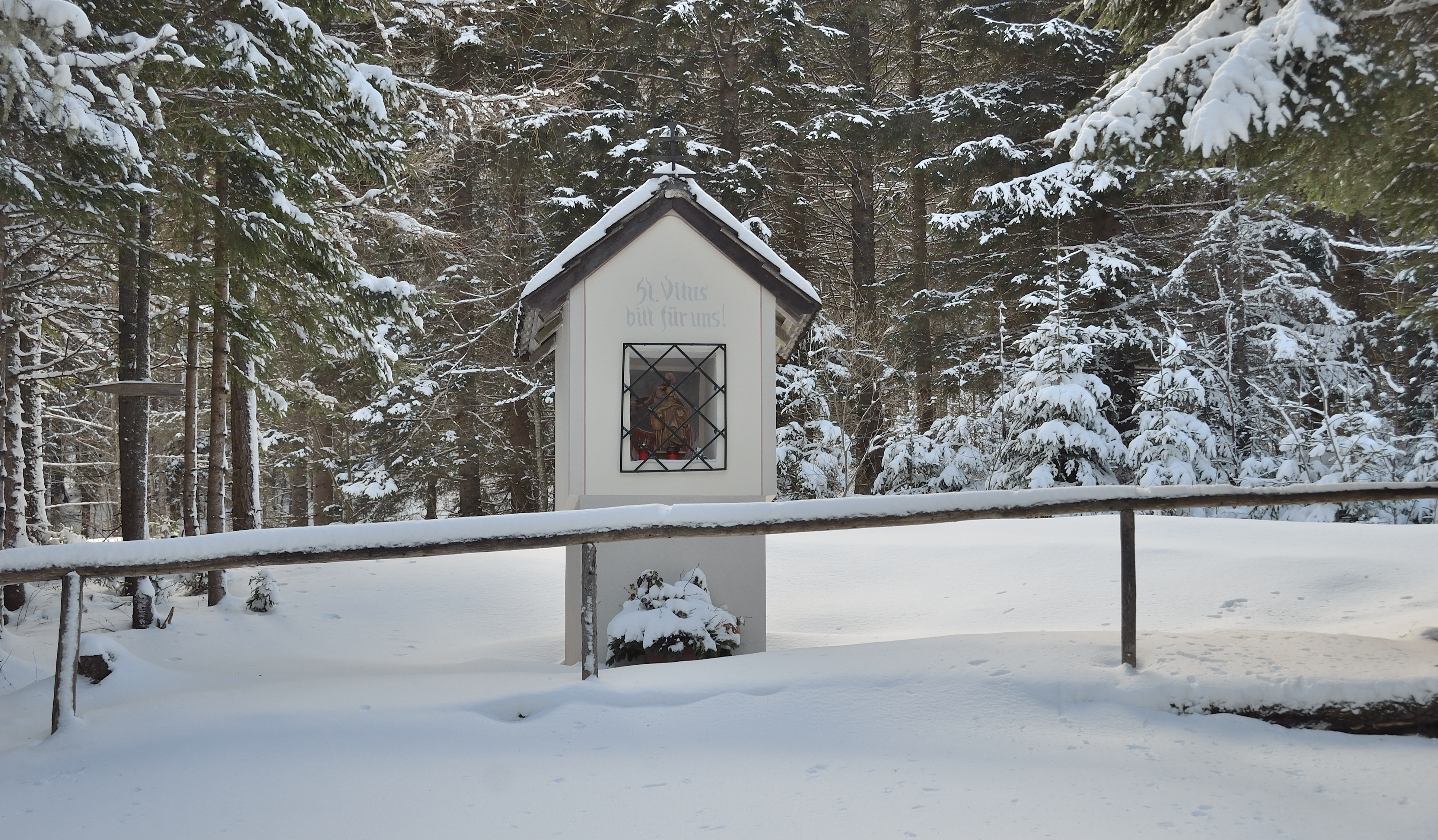
St. Vitus Bildstock